# Свириденко, Павел Алексеевич
Павел Алексеевич Свириденко (7 [19] марта 1893, Путивль, Харьковская губерния, Российская империя — 25 декабря 1971, Киев, СССР) — советский зоолог, академик АН УССР (1948).

## Биография
Родился 7 (19) марта 1893 года в Путивле (Сумской уезд Харьковской губернии).
В 1915 году окончил физико-математический факультет Московского университета и в 1916 году был направлен в длительную командировку в Закавказье, где он на протяжении 7 лет работал в различных учреждениях Закавказья. В 1923 году переехал в Ростов-на-Дону, где на протяжении 7 лет был директором Северо-Кавказской станции защиты растений.
В 1932 году переехал в Москву и до 1941 году занимал должность профессора МГУ. С 1941 по 1947 год работал во ВНИИ свекловичного производства.
В 1947 году переехал в Киев, где до 1954 года заведовал отделом экологии Института зоологии АН УССР. С 1945 года — член-корреспондент АН УССР, с 1948 года — академик АН УССР и, одновременно, с 1948 по 1951 год был председателем отделения биологических наук АН УССР. С 1954 года — на пенсии.
Скончался 25 декабря 1971 года в Киеве.

## Научная деятельность
Основные научные работы посвящены фауне, зоогеографии и экологии животных. Павел Алексеевич — один из инициаторов применения в борьбе с вредителями лесного и сельского хозяйства и автор гипотезы о происхождении фауны предкавказских и горных степей.
- Предложил ряд мероприятий по борьбе с вредными видами грызунов и насекомых.
- Сторонник биологического метода борьбы с вредными насекомыми и мышевидными грызунами.

## Семья
Жена — Надежда Теофиловна, зоолог; в 1941 году вышла их совместная книжка для детей Друзья и враги (Была напечатана на украинском языке: Друзі і вороги. — Киев: Веселка, 1976. — 72 с.). 